# 乌斯季阿列克谢耶沃农村居民点
乌斯季阿列克谢耶沃农村居民点（俄语：Сельское поселение Усть-Алексеевское）是俄罗斯联邦沃洛格达州大乌斯秋格区所属的一个农村居民点。其下辖有29个居民点，行政中心为乌斯季阿列克谢耶沃。据2015年统计，该农村居民点的人口为1016人。